# Thick as a Brick - Live in Iceland
Albums de Ian Anderson
Homo Erraticus
(2014)
Thick as a Brick - Live in Iceland est un album de Ian Anderson sorti en 2014, enregistré en concert lors d'une performance à Reykjavik en Islande le 22 juin 2012. Ce concert faisait partie de la tournée "Thick as a brick" qui se tint durant les années 2012 - 2013 en Europe et en Amérique. Ian était accompagné de son groupe de soutien pour sa carrière solo, Florian Opahle à la guitare, John O'Hara aux claviers, David Goodier à la basse, Scott Hammond à la batterie et Ryan O'Donnell aux chœurs et qui assistait Ian parfois au chant lorsque celui-ci jouait la flûte. Anne Phoebe jouait aussi le violon de sa chambre à coucher et que l'on entend clairement, alors que le concert était reproduit pour elle afin qu'elle puisse jouer, selon les notes du livret inclus dans le disque. 

## Titres

### CD 1
1. Thick as a Brick – 51:05

### CD 2
1. From a Pebble Thrown – 3:05
2. Medley: Pebbles Instrumental / Might-Have-Beens – 4:21
3. Medley: Upper Sixth Loan Shark / Banker Bets, Banker Wins – 5:41
4. Swing It Far – 3:28
5. Adrift and Dumfounded – 4:25
6. Old School Song – 3:07
7. Wootton Bassett Town – 3:44
8. Medley: Power and Spirit / Give Till It Hurts – 3:11
9. Medley: Cosy Corner / Shunt and Shuffle – 3:37
10. A Change of Horses – 8:04
11. Confessional – 3:09
12. Kismet in Suburbia – 4:17
13. What-ifs, Maybes And Might-Have-Beens – 3:36

### DVD / Blu-ray
1. Interview with Ian Anderson
2. Workshop performance of Someday The Sun Won’t Shine For You with Montreux Jazz Festival founder Claude Nobs
3. Upper Sixth Loan Shark/Banker Bets, Banker Wins filmed live at Montreux 2012

## Musiciens
- Ian Anderson : chant, flûte, guitare acoustique
- Florian Opahle : guitare électrique
- Scott Hammond : batterie, percussions
- John O'Hara : piano, orgue Hammond, accordéon
- David Goodier : basse
- Ryan O'Donnell : chant, chœurs
- Anne Phoebe : violon